# NHKニュースながさき
『NHKニュースながさき』（エヌエイチケイニュースながさき）は、NHK長崎放送局で放送されていた『NHKニュース』のローカルニュース番組である。長崎県内の1日のニュース・話題などを伝える。

## 放送時間
基本的には毎週土曜・日曜・祝日 18:45 - 19:00に放送されているが、それ以外の曜日でも祝日・年末年始に該当する日には『イブニング長崎』が休止になるため、18:45 - 19:00に本番組が放送される。また、オリンピック開催期間中の特別編成で『イブニング長崎』が放送休止になる場合には、平日にも放送される。九州沖縄ブロックは2018年度から毎週土曜・日曜・祝日の昼と夕方のローカルニュース・気象情報が福岡発に変更されたため、本番組も終了となった。ただし、本番組終了後の2018年度以降平日でも特別編成により夕方のローカルニュースワイド番組『イブニング長崎』→『ぎゅっと!長崎』が休止になる場合があるため、その場合18:45 - 19:00に本番組が放送される。また、2021年度まで土曜・日曜・祝日でも重大ニュース発生時は臨時で本番組が放送されていた。その後、2022年4月から土曜・日曜の18:45 - 18:59に『イブニング長崎』→『ぎゅっと!長崎』の週末版として『イブ長チャレンジ』→『ぎゅぎゅっと!長崎』が放送されている（『イブ長チャレンジ』時代は平日と重なる祝日にも放送されていた）。
- 土曜日・日曜日・祝日 18:45 - 19:00 （JST）
- 年末年始 18:50 - 19:00 （JST）

## タイムテーブル
- 18:45 - 18:53： 長崎県内のニュース
- 18:53 - 18:55： 『気象情報』（東京・渋谷のスタジオから放送）
- 18:55 - 18:59： 長崎県内の気象情報、明日の動き・お知らせ

## キャスター
- 長崎放送局のアナウンサーがシフト勤務で担当